# Związek Polski Równouprawnienia Kobiet
Związek Polski Równouprawnienia Kobiet var en polsk kvinnoorganisation, grundad 1905.
Den grundades av en grupp kvinnor under ledning av Teodora Męczkowska. Det var den första renodlade feministiska kvinnoföreningen i Polen som öppet verkade för reformer för jämlikhet mellan könen, sedan det blivit lagligt med politiska föreningar efter 1950 års revolution. 
Föreningen delades 1907 i de två föreningarna Związek Równouprawnienia Kobiet Polskich under Paulina Kuczalska-Reinschmit och Polskie Stowarzyszenie Równouprawnienia Kobiet under Teodora Męczkowska och Izabela Moszczeńska.